# ونتورا (مینیاپولیس)
روستای ونتورا، مینیاپولیس (به انگلیسی: Ventura Village, Minneapolis) یک منطقهٔ مسکونی در ایالات متحده آمریکا است که در مینیاپولیس واقع شده‌است.

## خصوصیات
روستا ی ونتورا ۶٬۵۳۷ نفر جمعیت دارد.